# News Check11
News Check11（日语：ニュースチェック11）是日本NHK綜合自2016年4月4日開始播出的一個新聞節目。News Check11的前身節目是『Sports Plus』和『NEWS WEB』，該節目系統合兩個節目而成。節目除了播出當日的新聞和體育新聞之外，也會對觀眾有興趣的新聞進行深度挖掘。2016年2月11日，該節目播出了Pilot版。

## 外部連結
- 官方网站
- ニュースチェック11 - NHK放送史（日本放送协会）（日語）